# Podejście systemowe
Podejście systemowe – pojęcie z zakresu nauki o rodzinie, które zrodziło się na gruncie terapii oraz psychoterapii rodzinnej. Jako ogólna teoria dotycząca rodziny, bazująca na przedstawionych poniżej założeniach z powodzeniem jest stosowana także w innych dziedzinach nauki o rodzinie i działalności praktycznej jak praca socjalna czy pedagogika.
Ujęcie wychodzące z założenia Arystotelesa, że „całość jest czymś więcej niż sumą części”. Oznacza, że rodzina jest traktowana jako nowy byt, system, w którym każda z jednostek wpływa na wszystkich pozostałych członków systemu rodzinnego. Zmiana w jednym elemencie powoduje zmianę w całym systemie.

Systemowe ujęcie rodziny wskazuje, że jest ona systemem, czyli pewną złożoną rzeczywistością i zbiorem elementów w dynamicznej interakcji, w której każdy element jest określany przez pozostałe. Takie rozumienie zakłada, że na jakość funkcjonowania całej rodziny jako wspólnoty osób, mają wpływ wszyscy jej członkowie. System rodzinny charakteryzuje się jeszcze jedną ważną cechą – cyrkularnością, która oznacza, że relacje międzyludzkie nigdy nie są jednostronne, a zachowanie jednej osoby ma wpływ na cały rodzinny układ.

Główne wyrażenia związane z podejściem systemowym, to:
- ekwipotencjalność – podobne przyczyny mogą wywoływać różne skutki.
- ekwifinalność – te same skutki, mogą być wywoływane przez różne przyczyny
- całościowość – system rodzinny to nowa całość, przy zachowaniu indywidualności każdego z członków systemu – jednocześnie noszą oni ślady oddziaływania na nich ich systemu rodzinnego.
- przyczynowość kolista – zachowania osób wzajemnie się wzmacniają, trudno jest ustalić, które było przyczyną, a które skutkiem.

Oznacza to, że ujęcie systemowe nie przyjmuje prostej zależności przyczynowo-skutkowej, jednak jej cyrkularność. Wynika z tego, że element A ma wpływ na element B, ten zaś na C, co kończy się przełożeniem znów na A.

## Porównanie ujęcia rodziny
Socjologicznie rodzina to mała grupa społeczna. Psychologia ujmuje rodzinę jako wspólnotę osób połączonych więzami emocjonalnymi, będącą w stanie zaspokajać potrzeby swoich członków.
Systemowe rozumienie rodziny, określa system rodzinny jako organizm (systemy biologiczne) mający swój własny świat, indywidualną i niepowtarzalną organizację życia oraz układ stosunków wzajemnych między członkami systemu.

## Podsystemy
W podejściu systemowym terapii rodzin wyróżnia się podsystemy. Są to dwuosobowe układy międzyludzkie, tworzone ze względu na płeć, wiek, generacje, zainteresowania czy pozycje w rodzinie. Przykładem podsystemu w rodzinie jest diada małżeńska (mąż-żona), jak i podsystem rodzic-dziecko (mąż-córka, mąż-syn, żona-córka, żona-syn). W takich samych podsystemach ujmują się poszczególne dzieci.
Bycie w jednym systemie nie wyklucza bycia w innym, jednak różne systemy wymagają spełniania różnych ról: rodzicielskich, małżeńskich, zatem podsystemy tworzone są z powodu konieczności realizacji określonych jego zadań.

patrzenie systemowe polega na ujmowaniu świata w kategoriach układów zintegrowanych relacji

## Cechy określające system rodzinny

### Mity rodzinne
Mity rodzinne to przyjęte i podzielane przez wszystkich członków (zinternalizowane) przekonania, na temat siebie samych, członków rodziny oraz jej całej. Zazwyczaj, ulegając lekkim modyfikacjom, są przekazywane z pokolenia na pokolenie. Ich rolą jest bycie mechanizmami obronnymi całego systemu, w celu zachowania równowagi (homeostazy).
Wśród mitów wyróżnia się mity harmonii, drugi rodzaj to mity przebaczenia i pokuty. Pierwsze są optymistycznym spojrzeniem na przyszłość rodziny, drugie to przeświadczenia dotyczące osób żyjących lub nie, którym przypisuje się winę/odpowiedzialność za aktualny stan systemu rodzinnego. Ostatnie rodzaj – mit wybawienia – dotyczący osób spoza systemu, traktowanych jako wybawicieli ze złej sytuacji rodziny. Szczególnie dotyczą pracowników socjalnych, terapeutów, psychologów i pedagogów współpracujących z rodziną.
Przykłady mitów rodzinnych:
- „...w naszej rodzinie wszystkie kobiety się szybko rozwodzą...” – mit nieszczęścia
- „...w naszej rodzinie wszyscy mają pecha...” – mit nieszczęścia
- „...dzieci są najważniejsze...” – mit szczęścia rodzinnego.

### Granice
Wyznaczniki przepływu informacji, uczuć i emocji, określające intymność i tożsamość rodziny. Reguły i normy określające, kto i w jaki sposób przynależy do podsystemu.
Granice typujemy na:
- Prawidłowe: elastyczne, otwarte, wyraziste
- Nieprawidłowe, a wśród nich mogą być: rozmyte, uszczelnione lub ich całkowity brak.

Każdy system rodzinny wypracowuje trzy rodzaje granic:
1. wewnętrzne między członkami systemu – obejmują przepływ relacji, informacji i emocji pomiędzy członkami rodziny,
2. wewnętrzne między podsystemami – obejmują przepływ relacji, informacji i emocji pomiędzy konkretnymi podsystemami (rodzice-dziecko),
3. zewnętrzne – określają przepływ z resztą środowiska, wszystkim, co jest poza systemem.

### Interakcje systemu rodzinnego
W interakcjach wewnątrz konkretnych podsystemów mogą występować koalicje, jak i przymierza. Przymierze – jest porozumieniem dwóch osób w celu realizacji dobra wspólnego (np. przymierze diady małżeńskiej w celu realizacji dobra dziecka).
Koalicja – jest zmową danego podsystemu, przeciw osobie trzeciej (np. zmowa matki i dorastającej córki przeciw ojcu).

### Reguły rodzinne
Dotyczą pragmatycznych czynności życiowych, są to ustalone normy postępowania danego systemu w sprawach:
- wydawania pieniędzy
- traktowania zdrowia i choroby
- prowadzenia domu
- ujawniania emocji własnych i podejścia do okazywania emocji innych
- pracy zarobkowej
- wychowywania dzieci
- kontaktów z innymi, w tym z rodzinami pochodzenia
- obchodzenia uroczystości rodzinnych i kalendarzowych
- tego, o czym się nie mówi (jedna z reguł ukrytych)

### Skrypty rodzinne
Jawne bądź ukryte oczekiwania systemu rodzinnego okazywane wobec poszczególnych członków rodziny, często wynikające z ambicji lub nieadekwatnych ocen faktów. Przykładowo, rodzice lub dziadkowie mówiący o noworodku, po zobaczeniu jego dużych dłoni, że będzie chirurgiem.